# Пауль I Естергазі
Пауль I, принц Естергазі (нім. Paul Fürst Esterházy von Galantha; угор. galánthai herceg Esterházy Pál) (8 вересня 1635 — 26 березня 1713) — перший принц Естергазі з 1687 до 1713 року, Палатин Угорщини з 1681 до 1713, імперський фельдмаршал. Пауль також був поетом і композитором. Брав активну участь у битвах проти турків під час Четвертої австрійсько-турецької війни (1663–1664) та Великої турецької війни (1662–1669).

## Біографія
Народився в Айзенштадті, Королівство Угорщина. Був третім сином Ніколаса, графа Естергазі та його другої дружини баронеси Криштіни Найарі.
Пауль виховувався у глибоко релігійному дусі й навчався в єзуїтських інститутах у Граці та Нагішомбаті. У ранньому віці він виявив літературні таланти.
16 серпня 1652 року старший брат Пауля Ладіслас був убитий у битві проти турків при Везекеї. Після цього Пауль замінив брата як графа Естергазі і став главою дому у віці 17 років.

## Родина

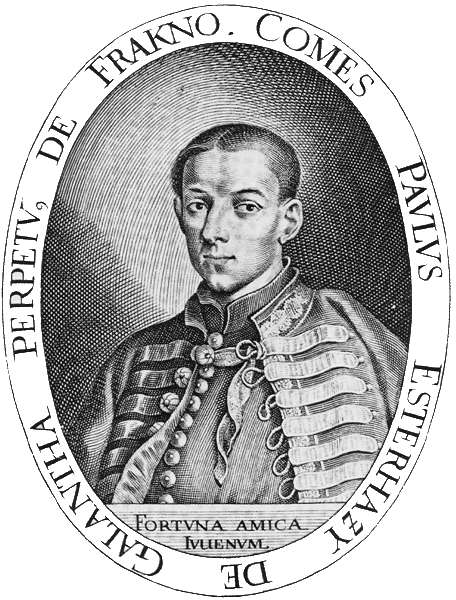
Портрет Пауля роботи Еліаса Відеманна

Пауль був одружений двічі. Вперше він одружився зі своєю племінницею графинею Урсулою Естергазі, дочкою його брата графа Іштвана та його дружини графині Ершебет Туржо, 7 лютого 1652 року в Айзенштадті. Цей шлюб, зокрема, було укладено для того, щоб попередити розділ власності родини Естергазі Пауль з Урсулою мали дев'ятнадцятьох дітей:
- принц Міклош Анталь Естергазі (1655—1695)[2]
- граф Пауль Естергазі (1657—1664)[2]
- графиня Каталіна Естергазі (1659—1664)[2]
- граф Іштван Йозеф Естергазі (1660—1669)[2]
- принц Ласло Ігнац Естергазі (1662—1689)[2]
- принцеса Криштіна Естергазі (1663—1732)[2]
- граф Елек Домокос Естергазі (1664—1673)[2]
- граф Ференц Агостон Естергазі (1666—1673)[2]
- графиня Ілона Естергазі (1667—1681)[2]
- граф Януш Бенедек Естергазі (1668—1683)[2]
- принцеса Орсоля Естергазі (1670-після 1696)[2]
- Міхал I (1671—1721)[2]
- граф Георгій Бернат Естергазі (1672—1672)[2]
- принц Габор Естергазі (1673—1704)[2]
- граф Пауль Естергазі (1675—1683)[2]
- принцеса Анна Юлія Естергазі (1676—1700)[2]
- граф Імре Естергазі (1677—1677)[2]
- принцеса Анна Терезія Естергазі (1679-after 1692)[2]
- принц Адам Естергазі (1680—1720)[2]

Після смерті першої дружини Пауль одружився з графинею Євою Текелі, дочкою Іштвана, графа Текелі та його дружини Марії Гілаффі. Пауль та Єва мали таких дітей:
- граф Іштван Естергазі (1683—1683)[2]
- принцеса Марія Терезія Анна Естергазі (1684—1755)[2]
- принцеса Каталіна Роза Естергазі (1685—1686)[2]
- принцеса Францішка Йозефа Естергазі (1686—1688)[2]
- Йозеф I (1688—1721)[2]
- принц Тамаш Ігнац Естергазі (1689—1689)[2]
- принц Зиґмунд Ліпот Естергазі (1692—1693)[2]

## Смерть

Родинне дерево

Пауль помер в Айзенштадті 26 березня 1713 року. Пауль зробив своїми спадкоємцями синів Міхала та Йозефа, які правили окремо, але владу було об'єднано в руках Йозефа у 1721 році.

## Нагороди
- Лицар австрійського ордена Золотого руна (1681)[3][8]